# Torneio Rio-São Paulo de 1952
O Torneio Rio-São Paulo de 1952 foi a quinta edição do Torneio Rio-São Paulo e tornou-se uma competição regular apenas em 1950, ano de sua terceira edição, ocorrendo anualmente até 1966 (exceto em 1956 por conta de excursão da Seleção Brasileira), tendo sido esta a terceira edição consecutiva após a realização da disputa tornar-se regular.

## História
O Fluminense dependia de uma vitória na última rodada contra o Corinthians em São Paulo para ser campeão, mas acabou derrotado. Portuguesa e Vasco da Gama, que lutavam pelo título, empataram no Rio e forçaram a decisão em dois jogos extras, com vitória da Lusa por 4 a 2 na primeira partida e empate por 2 a 2 na partida decisiva, disputada no Estádio do Maracanã.

## Regulamento
O Torneio Rio-São Paulo de 1952 foi disputado pelo sistema de pontos corridos. Dez clubes jogaram em turno único todos contra todos. Como houve empate em pontos por Portuguesa e Vasco da Gama, os dois clubes disputaram dois jogos extras para definir o campeão, sagrando-se campeã a Portuguesa.

## Classificação
| Classificação Final | Classificação Final | Classificação Final | Classificação Final | Classificação Final | Classificação Final | Classificação Final | Classificação Final | Classificação Final | Classificação Final | Classificação Final |
| Times               | Times               | Pts                 | J                   | V                   | E                   | D                   | GP                  | GC                  | SG                  |                     |
| ------------------- | ------------------- | ------------------- | ------------------- | ------------------- | ------------------- | ------------------- | ------------------- | ------------------- | ------------------- | ------------------- |
| 1                   | Portuguesa          | 11                  | 9                   | 5                   | 1                   | 3                   | 23                  | 16                  | +7                  |                     |
| 2                   | Vasco da Gama       | 11                  | 9                   | 4                   | 3                   | 2                   | 15                  | 14                  | +1                  |                     |
| 3                   | Corinthians         | 10                  | 9                   | 5                   | 0                   | 4                   | 21                  | 15                  | +6                  |                     |
| 3                   | Fluminense          | 10                  | 9                   | 4                   | 2                   | 3                   | 20                  | 17                  | +3                  |                     |
| 3                   | Santos              | 10                  | 9                   | 5                   | 0                   | 4                   | 20                  | 19                  | +1                  |                     |
| 6                   | Botafogo            | 8                   | 9                   | 3                   | 2                   | 4                   | 13                  | 13                  | 0                   |                     |
| 6                   | São Paulo           | 8                   | 9                   | 3                   | 2                   | 4                   | 15                  | 18                  | -3                  |                     |
| 6                   | Palmeiras           | 8                   | 9                   | 3                   | 2                   | 4                   | 12                  | 15                  | -3                  |                     |
| 6                   | Bangu               | 8                   | 9                   | 2                   | 4                   | 3                   | 19                  | 25                  | -6                  |                     |
| 10                  | Flamengo            | 6                   | 9                   | 2                   | 2                   | 5                   | 14                  | 20                  | -6                  |                     |

## Jogos extras
15/06   Portuguesa 4x2 Vasco
Estádio do Pacaembu
Renda : Cr$ 583.442,00
Árbitro : Sidney Jones  
Gols : Lusa : Nininho (2), Pinga e Julinho – Vasco : Ademir e Maneca           
Lusa : Muca; Nena e Noronha; Djalma Santos, Brandãozinho e Ceci (Manduco); Julinho, Renato, Nininho, Pinga e Simão. Técnico: Jim Lopes
Vasco : Ernani; Belini e Wilson; Lola, Eli e Jorge; Friaça, Maneca, Ademir, Ipojucan e Jansen (Edmur). Técnico: Gentil Cardoso
19/06  Vasco 2x2 Portuguesa
Estádio do Maracanã
Público: 34 036 (27 064 pagantes)
Renda: Cr$ 593.644,20 
Árbitro: Sidney Jones (Inglaterra)  
Cartão vermelho: Friaça.  
Gols: Lusa : Pinga aos 9 e 15 do 1º tempo – Vasco : Ademir aos 5 do 1º tempo  e Maneca no 2º tempo                                                                                 
Vasco : Ernani; Belini (Augusto) e Wilson; Eli, Danilo e Jorge; Friaça, Maneca, Ademir, Ipojucan e Jansen (Dejair). Técnico: Gentil Cardoso
Lusa : Muca (Lindolfo); Nena e Noronha; Djalma Santos, Brandãozinho e Ceci; Julinho, Renato (Leopoldo), Nininho, Pinga e Simão. Técnico: Jim Lopes

## Todos os jogos da campeã Portuguesa
03/02/1952  Portuguesa 2x4 Fluminense       
Estádio do Pacaembu
Público : 22 902            Renda : Cr$ 360.840,00
Árbitro : Leslie
Gols : Lusa : Pinga e Julinho - Fluminense : Carlyle (2), Robson e Quincas
Lusa : Muca; Nena e Noronha; Djalma Santos, Carlos (Manduco) e Ceci; Julinho, Renato (Leopoldo), Nininho (Bota), Pinga e Simão. Técnico: Jim Lopes 
Fluminense : Castilho; Píndaro e Pinheiro; Vitor, Edson (Emílson) e Bigode; Telê Santana, Orlando “Pingo de Ouro”, Carlyle (Marinho), Didi e Robson (Quincas). Técnico: Zezé Moreira
10/02/1952 Portuguesa 3x2 Palmeiras
Estádio do Pacaembu
Renda : Cr$ 464.375,00
Árbitro: Aldridge
Gols: Lusa : Simão 52', Julinho 75' e Renato 77 ' - Palmeiras : Rodrigues (p) 42' e 65'
Lusa: Muca; Hermínio e Noronha; Djalma Santos, Carlos e Ceci; Julinho, Renato (Leopoldo), Nininho (Bota), Pinga e Simão. Técnico: Jim Lopes  
Palmeiras: Oberdan; Sarno e Juvenal; Waldemar Fiúme, Luiz Villa e Dema; Liminha, Ponce de Leon, Cilas (Richard), Jair Rosa Pinto e Rodrigues.Técnico: Ventura Cambon
16/02  Flamengo 1x0 Portuguesa
Estádio do Maracanã
Público : 18 527 (13 540 pagantes)  Renda : Cr$ 271.134,50
Árbitro: Aldridge
Gol: Nestor 25'
Flamengo: Garcia; Almir e Pavão; Bria, Dequinha e Jordan; Nestor, Aloísio (Índio), Adãozinho (Hélio), Rubens e Joel. Técnico: Flavio Costa
Lusa: Muca; Hermínio e Noronha; Djalma Santos, Carlos e Ceci (Manduco); Julinho, Renato (Leopoldo), Bota, Pinga e Simão. Técnico: Jim Lopes  
05/03  Portuguesa 5x1 Santos
Estádio do Pacaembu
Público : 10 900                  Renda : Cr$ 181.865,00
Árbitro:  Aldridge
Gols: Lusa: Renato 50 ,Pinga 54,59,66,71 ; Santos: Pascoal aos 85
Portuguesa: Muca; Nena e Noronha (Hermínio); Djalma Santos, Brandãozinho e Carlos; Julinho, Renato (Leopoldo), Nininho, Pinga e Simão. Técnico: Jim Lopes  
Santos: Manga; Hélvio e Olavo; Nené, Formiga e Pascoal; Alemãozinho, Cento e Nove (Nando), Nicácio (Alemão), Odair e Tite. Técnico: Aymoré Moreira
09/03  Portuguesa 3x2 Corinthians
Estádio do Pacaembu
Renda : Cr$ 382.685,00
Árbitro: Hartless
Gols: Lusa: Pinga 22', Renato 57' e Djalma Santos (p) 76' –  Corinthians: Gatão 6' e Jackson 16'
Portuguesa: Muca; Nena e Noronha; Djalma Santos, Brandãozinho e Carlos; Julinho, Renato, Nininho (Bota), Pinga e Simão. Técnico: Jim Lopes
Corinthians: Cabeção; Murilo e Julião (Belfari); Idário, Lorena e Roberto; Cláudio, Luizinho, Gatão, Jackson (Nardo) e Touginha. Técnico: Rato
15/03 Portuguesa 5x1 Bangu
Estádio do Pacaembu
Renda : Cr$184.385,00
Árbitro: Mr. Aldridge
Gols: Lusa: Nininho (2), Julinho, Mirim (contra) e Pinga – Bangu: Moacir Bueno
Portuguesa: Muca; Nena e Noronha; Djalma Santos, Brandãozinho e Ceci; Julinho, Renato (Leopoldo), Nininho, Pinga e Simão.Técnico: Jim Lopes
Bangu: Oswaldo Topete (Arizona), Djalma, Torbis, Alaíne (Barbatana), Pinguela, Mirim, Menezes, Moacir Bueno, Zizinho, Décio Esteves (Vermelho), Nívio.
Técnico: Ondino Vieira.
19/03 São Paulo 3x2 Portuguesa
Estádio do Pacaembu
Renda : Cr$ 497.421,00
Árbitro: Aldridge
Gols: São Paulo: Maurinho, Moreno e Nena – Portuguesa:  Julinho e Brandãozinho
São Paulo: Mário (Bertolucci); Pé de Valsa e Mauro; Bauer, Alfredo e Turcão; Maurinho, Bibe, Albella, Moreno e Teixeirinha. Técnico:
Portuguesa: Muca; Nena e Noronha; Djalma Santos, Brandãozinho e Ceci; Julinho, Renato, Nininho (Bota), Pinga e Simão.Técnico: Jim Lopes
22/03 Portuguesa 2x1 Botafogo
Estádio do Pacaembu
Renda : Cr$ 144.760,00
Árbitro: Eliffe
Gols: Lusa: Pinga e Nilton Santos (contra) – Botafogo: Dino
Portuguesa : Muca; Nena e Noronha; Djalma Santos, Brandãozinho e Ceci (Carlos); Julinho, Renato, Nininho (Bota), Pinga e Simão.Técnico: Jim Lopes
Botafogo: Osvaldo; Gerson e Nilton Santos; Arati, Ruarinho e Carlito; Braguinha, Geninho, Dino, Otávio (Vinícius) e Jaime (Paraguaio). Técnico:
30/03     Vasco 1x1 Portuguesa
Estádio do Maracanã
Público: 58 291 (50 071 pagantes)   Renda : Cr$ 1.085.658,20 (maior da competição)
Árbitro: Eliffe
Gols: Lusa: Julinho aos  2 minutos – Vasco: Ademir aos 22 minutos.
Expulsos: Pinga (Portuguesa) e Eli (Vasco).
Vasco: Barbosa; Beline e Wilson; Ely (Vivinho), Aldemar e Jorge; Friaça, Ipojucan (Noca), Ademir, Alvinho e Jansen. Técnico: Gentil Cardoso
Portuguesa: Muca; Nena e Noronha; Djalma Santos, Brandãozinho e Ceci (Carlos); Julinho, Renato, Nininho (Bota), Pinga e Simão. Técnico: Jim Lopes

## Artilharia
| Gols | Jogador   | Time        |
| 11   | Pinga     | Portuguesa  |
| 09   | Baltazar  | Corinthians |
| 07   | Nívio     | Bangu       |
| 07   | Rubens    | Flamengo    |
| 06   | Julinho   | Portuguesa  |
| 06   | Rodrigues | Palmeiras   |

## Maiores rendas
- Rendas acima de Cr$ 400.000,00, públicos disponíveis.

1. Vasco 1x1 Portuguesa - Cr$ 1.085.658,20 - público: 58.291 (50.071 pagantes).
2. São Paulo 2x3 Vasco - Cr$ 903.005,00 - público: não disponível.
3. Vasco 0x2 Corinthians - Cr$ 800.501,50 - público: 44.332 (34.558 pagantes).
4. Vasco 3x1 Santos - Cr$ 714.007,00 - público: 46.760 (33.965 pagantes).
5. Corinthians 0x2 Botafogo - Cr$ 680.260,00 - público: não disponível.
6. São Paulo 1x1 Palmeiras - Cr$ 655.040,00 - público: não disponível.
7. Corinthians 4x2 Fluminense - Cr$ 620.400,00 - público: não disponível.
8. Palmeiras 2x0 Vasco - Cr$ 613.325,00 - público: não disponível.
9. Vasco 2x2 Portuguesa - Cr$ 593.644,20 - público: 34.036 (27.064 pagantes).
10. Portuguesa 4x2 Vasco - Cr$ 583.442,00 - público: não disponível.
11. Vasco 2x1 Botafogo - Cr$ 541.744,70 - público: 42.414 (35.660 pagantes).
12. Corinthians 2x1 São Paulo - Cr$ 495.080,00 - público: não disponível.
13. São Paulo 2x0 Botafogo - Cr$ 569.795,00 - público: não disponível.
14. Fluminense 2x2 Palmeiras - Cr$ 538.210,00 - público: 31.990 (25.444 pagantes).
15. Flamengo 2x1 Palmeiras - Cr$ 517.740,20 - público: 31.431 (25.765 pagantes).
16. São Paulo 3x2 Portuguesa - Cr$ 497.421,00 - público: não disponível.
17. Palmeiras 2x1 Corinthians - Cr$ 471.805,00  - público: não disponível.
18. Portuguesa 3x2 Palmeiras - Cr$ 464.375,00  - público: não disponível.
19. Flamengo 2x3 São Paulo - Cr$ 462.097,00 - público: 29.120 (22.888 pagantes).
20. Botafogo 2x0 Fluminense - Cr$ 458.325,50 - público: 36.311 (29.207 pagantes).
21. Vasco 1x0 Flamengo - Cr$ 433.169,50 - público: 34.342 (28.389 pagantes).
22. Botafogo 2x2 Flamengo - Cr$ 402.918,20 - público: 32.854 (26.629 pagantes).

## Premiação
| Torneio Rio-São Paulo de 1952               |
| São Paulo                                   |
| ------------------------------------------- |
| Portuguesa de Desportos Campeão (1° título) |